# Rete tranviaria di Saratov
La rete tranviaria di Saratov è la rete tranviaria che serve la città russa di Saratov.